# Arame
Arame (荒布) oder Eisenia bicyclis (syn. Ecklonia bicyclis) ist eine perennierende Braunalgen-Art, die unter anderem in der japanischen Küche verwendet wird. Das Basionym ist Ecklonia bicyclis Kjellm.; ein heterotypisches Synonym ist Ecklonia wrightii Harvey 1860.

## Aussehen und Verbreitung
Zwei flache ovale Wedel, die sowohl verzweigt als auch gefiedert erscheinen, wachsen aus einem steifen, holzigen Stängel, der bis zu einem Meter hoch werden kann. Diese Wedel fallen jährlich ab und wachsen neu.
Eisenia bicyclis ist im gemäßigten Wasser des Pazifischen Ozeans nahe Japan beheimatet und wird unter anderem in Südkorea kultiviert, wo es auch um die Insel Ulleungdo wächst. Die Erntezeit ist von März bis Juli. Es kann von Hand durch Taucher oder maschinell geerntet werden. Zunächst wird es in der Sonne getrocknet, dann mehrere Stunden lang gedämpft oder gekocht, in Streifen geschnitten und abermals getrocknet.

## Nutzung
Arame wird das ganze Jahr über getrocknet in dunkelbraunen Strängen verkauft und lässt sich nach nur etwa fünf Minuten Einweichen weiterverarbeiten. Die sehr dunkle Farbe des getrockneten Arame wird beim Einweichen bräunlich. Es hat einen  milden, halbsüßen Geschmack und eine feste Textur. Der Geschmack und das Aussehen ähnelt dem von Hijiki, Arame ist aber weicher, wesentlich milder und weniger salzig. In der japanischen und der koreanischen Küche kommt Arame häufig zur Anwendung. Aufgrund seines milden Geschmacks ist es in vielen verschiedenen Gerichten verwendbar, beispielsweise Suppen, Salate, Vorspeisen, Aufläufe, Muffins und Pilaw, und wird häufig verzehrt. Arame kann auch in Sojasauce mariniert werden.
Aus dieser Algenart gewonnene Präparate sind eine mögliche Quelle natürlicher antibakterieller und antiviraler Wirkstoffe; beispielsweise lassen sich damit Infektionen mit multiresistenten Staphylokokken (MRSA) bekämpfen. Außerdem lässt sich Natriumalginat, Düngemittel und Iod aus Ecklonia bicyclis gewinnen. Der getrocknete Stängel ist sehr hart und kann beispielsweise als Messergriff dienen.

## Inhaltsstoffe
Die chemische Zusammensetzung von Ecklonia bicyclis ist 13,17 % Wasser, 8,99 % Protein, 45,09 % Kohlenhydrate, 7,40 % Ballaststoffe und 24,74 % Asche.
Arame enthält viel Calcium, Iod, Eisen, Magnesium, Vitamin A und weitere Mineralstoffe sowie das Speicher-Polysaccharid Laminarin, das antioxidative Pyropheophytin a, das immunologisch aktive Tripeptid Eisenin und Lignane. Enthaltene Phlorotannine sind Phlorofucofuroeckol A, Dioxinodehydroeckol, Eckol, Dieckol, Triphloroethol A und 7-Phloroethol.